# Course de montagne du Grossglockner
La course de montagne du Grossglockner (en allemand : Grossglockner Berglauf), appelée officiellement Grossglockner Mountain Run depuis 2023, est une course de montagne reliant le village d'Heiligenblut au point de vue Kaiser-Franz-Josefs-Höhe en face du Grossglockner, en Autriche. Elle a été créée en 2000.

## Histoire
La course est créée en 2000 à l'occasion du 200e jubilé de la première ascension du Grossglockner par le directeur marketing de la Haute route alpine du Grossglockner, Peter Haubner. Il souhaite promouvoir la région en créant un événement sportif qui soit visible depuis la route. La discipline de course en montagne est idéale pour cela,.
La course rencontre rapidement un grand succès. Elle est intégrée au calendrier de la Coupe du monde de course en montagne en 2003.
Elle accueille les championnats d'Europe de course en montagne 2005. Les hommes courent sur le parcours habituel tandis que les femmes prennent le départ à Winkl. Les Autrichiens Florian Heinzle et Andrea Mayr sont titrés devant leur public.
En 2015 est lancé le Glockner Bike Challenge, une course de côte cycliste de 17,3 km et 1 345 m de dénivelé sur la Haute route alpine du Grossglockner en parallèle de la course de montagne. Les deux épreuves peuvent être combinées pour former un duathlon.
L'édition 2020 est annulée en raison de la pandémie de Covid-19.
En 2023, des changements au sein de l'organisation font craindre une annulation de la course. Un nouveau comité se met en place pour assurer la tenue de la course qui adopte le nom de Grossglockner Mountain Run.

## Parcours
Le parcours se situe dans le parc national des Hohe Tauern. Il part depuis le village d'Heiligenblut puis remonte sur le hameau de Winkl en suivant la rivière Möll. Il passe ensuite au-dessus de la cascade de Leiterbach puis remonte sur le lac de retenue Margaritze. Il contourne le Sandersee avant de rejoindre le point de vue Kaiser-Franz-Josefs-Höhe où se situe la ligne d'arrivée. Il mesure 13,4 km avec 1 265 m de dénivelé.

## Vainqueurs
| Année | Hommes                                              | Temps                                               | Femmes                                              | Temps                                               |
| ----- | --------------------------------------------------- | --------------------------------------------------- | --------------------------------------------------- | --------------------------------------------------- |
| 2000  | Marco Gaiardo                                       | 1 h 14 min 20 s                                     | Izabela Zatorska                                    | 1 h 28 min 57 s                                     |
| 2001  | Martin Cox                                          | 1 h 11 min 48 s                                     | Angela Mudge                                        | 1 h 24 min 21 s                                     |
| 2002  | Martin Cox                                          | 1 h 14 min 30 s                                     | Izabela Zatorska                                    | 1 h 30 min 15 s                                     |
| 2003  | Jonathan Wyatt                                      | 1 h 13 min 1 s                                      | Izabela Zatorska                                    | 1 h 26 min 54 s                                     |
| 2004  | Jonathan Wyatt                                      | 1 h 11 min 30 s                                     | Anna Pichrtová                                      | 1 h 24 min 29 s                                     |
| 2005  | Jonathan Wyatt                                      | 1 h 12 min 55 s                                     | Irmi Kubicka                                        | 1 h 36 min 54 s                                     |
| 2006  | Jonathan Wyatt                                      | 1 h 11 min 47 s                                     | Anna Pichrtová                                      | 1 h 22 min 34 s                                     |
| 2007  | Jonathan Wyatt                                      | 1 h 12 min 22 s                                     | Anna Pichrtová                                      | 1 h 21 min 25 s                                     |
| 2008  | Jonathan Wyatt                                      | 1 h 12 min 1 s                                      | Anna Pichrtová                                      | 1 h 25 min 8 s                                      |
| 2009  | Geoffrey Gikuni Ndungu                              | 1 h 9 min 36 s                                      | Andrea Mayr                                         | 1 h 23 min 37 s                                     |
| 2010  | Isaac Toroitich Kosgei                              | 1 h 10 min 3 s                                      | Anna Frost                                          | 1 h 27 min 58 s                                     |
| 2011  | Geoffrey Gikuni Ndungu                              | 1 h 10 min 16 s                                     | Antonella Confortola-Wyatt                          | 1 h 26 min 31 s                                     |
| 2012  | Geoffrey Gikuni Ndungu                              | 1 h 12 min 11 s                                     | Lucy Wambui Murigi                                  | 1 h 27 min 12 s                                     |
| 2013  | Petro Mamu                                          | 1 h 8 min 18 s                                      | Andrea Mayr                                         | 1 h 21 min 12 s                                     |
| 2014  | Geoffrey Gikuni Ndungu                              | 1 h 13 min 12 s                                     | Lucy Wambui Murigi                                  | 1 h 21 min 34 s                                     |
| 2015  | Stian Hovind-Angermund                              | 1 h 13 min 51 s                                     | Andrea Mayr                                         | 1 h 22 min 51 s                                     |
| 2016  | Petro Mamu                                          | 1 h 10 min 25 s                                     | Antonella Confortola-Wyatt                          | 1 h 30 min 25 s                                     |
| 2017  | Geoffrey Gikuni Ndungu                              | 1 h 13 min 19 s                                     | Lucy Wambui Murigi                                  | 1 h 26 min 37 s                                     |
| 2018  | Geoffrey Gikuni Ndungu                              | 1 h 12 min 6 s                                      | Andrea Mayr                                         | 1 h 21 min 51 s                                     |
| 2019  | Filimon Abraham                                     | 1 h 11 min 56 s                                     | Sarah Tunstall                                      | 1 h 26 min 23 s                                     |
| 2020  | Course annulée en raison de la pandémie de Covid-19 | Course annulée en raison de la pandémie de Covid-19 | Course annulée en raison de la pandémie de Covid-19 | Course annulée en raison de la pandémie de Covid-19 |
| 2021  | Lengen Lolkurraru                                   | 1 h 11 min 48 s                                     | Joyce Muthoni Njeru                                 | 1 h 23 min 46 s                                     |
| 2022  | Patrick Kipngeno                                    | 1 h 8 min 22 s                                      | Joyce Muthoni Njeru                                 | 1 h 25 min 56 s                                     |
| 2023  | Patrick Kipngeno                                    | 1 h 9 min 34 s                                      | Philaries Jeruto Kisang                             | 1 h 29 min 59 s                                     |
| 2024  | Richard Omaya Atuya                                 | 1 h 10 min 4 s                                      | Nina Engelhard                                      | 1 h 22 min 9 s                                      |
| 2025  | Ephantus Mwangi Njeri                               | 1 h 11 min 4 s                                      | Ann Nyaguthie Ndichu                                | 1 h 25 min 30 s                                     |

 Record de l'épreuve